# Бутурлино (Московская область)
Бутурлино́ — деревня в Московской области России. Входит в городской округ Серпухов.

## География
Является восточным пригородом Серпухова, примыкая к его границам. Через Бутурлино проходит шоссе, соединяющее Серпухов c Серпуховской окружной дорогой и трассой «М2 Крым».
Через деревню протекает река Речма, в которую в пределах населённого пункта впадает правый приток Каменки.

## Население
| 2002 | 2006  | 2010  |
| ---- | ----- | ----- |
| 1427 | ↘1336 | ↘1316 |

## История
В 1994—2006 годах — центр Бутурлинского сельского округа Серпуховского района.
В 2006—2018 годах деревня входила в состав сельского поселения Данковское Серпуховского муниципального района, при этом на территории Бутурлина временно располагалась администрация Данковского сельского поселения.

## Достопримечательности
- Одна из первых каменных приходских церквей — церковь Николая Чудотворца. Изначально деревянная (впервые упоминается как одно из владений Высоцкого монастыря в 1620 году)[6]. Каменный храм возведён в начале XVIII века и освещён в 1739 году. В 1884 году церковь перестроена в русском стиле на средства предпринимателя П. И. Рябова по проекту архитектора Митрофана Александровича Арсеньева. В результате реконструкции возведены трапезная, Казанский и Петра Александрийского приделы, шатровая колокольня, храм обложен кирпичом. Церковь была закрыта с 1930-х годов, вновь действует с 1992 года.[7]
- Могила сержанта Морозова, погибшего в Бутурлино при авианалете, расположенная у стен церкви.

## Известные уроженцы
- Купец Пётр Рябов.
- Герой Советского Союза Иван Малов.